# 巴里頓 (密歇根州)
巴里頓（英語：Barryton）是位於美國密歇根州米科斯塔縣福克鎮區的一個村。

## 人口
根據2020年美國人口普查的數據，巴里頓的面積為2.68平方千米，當中陸地面積為2.48平方千米，而水域面積為0.20平方千米。當地共有人口405人，而人口密度為每平方千米151人。